# جام جهانی والیبال مردان
اف‌آی‌وی‌بی جام جهانی والیبال رقابت بین‌المللی والیبال در رده مردان است. جام جهانی مردان در سال ۱۹۶۵ آغاز شد. جام جهانی والیبال بعد از مسابقات المپیک و قهرمانی جهان و لیگ جهانی والیبال یا لیگ ملتهای جهان از نظر اعتبار در رده چهارم قرار دارد. جام جهانی رویدادی برای صلاحیت و کسب سهمیه المپیک می‌باشد.

## تاریخچه

### ریشه
جام جهانی اولین بار در سال ۱۹۶۵ پایه‌گذاری و برگزار شد تا شکاف زمانی بین برگزاری مهمترین تورنمنت والیبال یعنی بازی‌های المپیک و قهرمانی جهان را پر کند. جام جهانی بار اول در سال پس از برگزاری المپیک برپا شد. بدین ترتیب در مدت زمانی چهار ساله، تنها یک سال بدون تورنمنت مهم والیبال می‌ماند. هر دو دوره اول جام جهانی در سال ۱۹۶۵ در ورشو و سال ۱۹۶۹ در برلین، فقط در بخش مردان بود. این سه دوره در سه کشور مختلف برگزار شدند، از دوره بعد از آن، در سال ۱۹۷۷ تصمیم بر این شد تا ژاپن میزبان دائمی مسابقات باشد.
در سال ۱۹۹۰ راه‌اندازی لیگ جهانی و جایزه بزرگ جهان منجر به این شد که ایده اصلی برگزاری جام جهانی دیگر نتواند ادامه پیدا کند، اما فدراسیون جهانی اف‌آی‌وی‌بی نمی‌خواست برگزاری مسابقات جام جهانی متوقف شود و به همین دلیل در سال ۱۹۹۱ تصمیم به تغییراتی در شکل مسابقات گرفتو پسا از آن جام جهانی یک سال قبل از بازی‌های المپیک و به عنوان بازی‌های انتخابی المپیک برگزار شد، تا جای ثابت قهرمان این جام در المپیک تضمین شده باشد. از سال ۱۹۹۵ تعداد تیم‌هایی که از طریق جام جهانی راهی المپیک می‌شدند، از یک به سه تیم افزایش پیدا کرد. قانونی که تا به امروز نیز پابرجاست.

### برندگان
تیم ملی شوروی با چهار قهرمانی موفق‌ترین تیم در تاریخ جام جهانی است. آن‌ها نتیجه اولین دوره را به سود خود رقم زدند.
چهار سال بعد با قهرمانی جمهوری دموکراتیک آلمان، یک تیم از بلوک شرق به مقام اول رسید. جام جهانی سال ۱۹۷۳ که قرار بود کشور اوروگوئه میزبان آن باشد، برگزار نشد. پس از آن تیم شوروی دو بار پیاپی در ژاپن به قهرمانی رسید. آن‌ها سال ۱۹۸۵ هم به فینال رسیدند، اما بازی را پس از پنج ست به آمریکا واگذار کردند. سال ۱۹۸۹ کوبا جهان را شگفت زده کرد و تیم‌های مدعی را کنار زد و در فینال نیز ایتالیا را شکست داد و به قهرمانی رسید.
بعد از تغییر در شکل مسابقات، در سال ۱۹۹۱ دوباره شوروی کمی قبل از تجزیه این کشور، به قهرمانی دست یافت. ایتالیایی‌ها که در مسابقات چهار سال قبل آن شرکت نکرده بودند، در سال ۱۹۹۵ اولین عنوان قهرمانی خود را کسب کردند. روسیه که توانایی‌های والیبالی شوروی را پس از فروپاشی بلوک شرق به میراث برده بود، در سال ۱۹۹۹ هم به موفقیت رسید و به قهرمان جام جهانی رسید. در سال ۲۰۰۳ برزیل سزاوارانه و با پیروزی بر ایتالیا در فینال، قهرمان مسابقات شد. برزیل از این عنوان در سال ۲۰۰۷ نیز دفاع کرد. در سال ۲۰۱۱ روسیه در فینال جام جهانی با قدرت لهستان را شکست داد و به قهرمانی رسید تا پرافتخارترین تیم جام جهانی شود.

## خلاصه نتایج
| ۱۹۶۵ جزئیات | لهستان     | · اتحاد جماهیر شوروی  | رقابت‌های دوره‌ای | · لهستان             | · چکسلواکی            | رقابت‌های دوره‌ای | · ژاپن                | ۱۱ |
| ۱۹۶۹ جزئیات | آلمان شرقی | · آلمان شرقی          | رقابت‌های دوره‌ای | · ژاپن               | · اتحاد جماهیر شوروی  | رقابت‌های دوره‌ای | · بلغارستان           | ۱۱ |
| ۱۹۷۷ جزئیات | ژاپن       | · اتحاد جماهیر شوروی  | رقابت‌های دوره‌ای | · ژاپن               | · کوبا                | رقابت‌های دوره‌ای | · لهستان              | ۱۲ |
| ۱۹۸۱ جزئیات | ژاپن       | · اتحاد جماهیر شوروی  | رقابت‌های دوره‌ای | · کوبا               | · برزیل               | رقابت‌های دوره‌ای | · لهستان              | ۸  |
| ۱۹۸۵ جزئیات | ژاپن       | · ایالات متحده آمریکا | رقابت‌های دوره‌ای | · اتحاد جماهیر شوروی | · چکسلواکی            | رقابت‌های دوره‌ای | · برزیل               | ۸  |
| ۱۹۸۹ جزئیات | ژاپن       | · کوبا                | رقابت‌های دوره‌ای | · ایتالیا            | · اتحاد جماهیر شوروی  | رقابت‌های دوره‌ای | · ایالات متحده آمریکا | ۸  |
| ۱۹۹۱ جزئیات | ژاپن       | · اتحاد جماهیر شوروی  | رقابت‌های دوره‌ای | · کوبا               | · ایالات متحده آمریکا | رقابت‌های دوره‌ای | · ژاپن                | ۱۲ |
| ۱۹۹۵ جزئیات | ژاپن       | · ایتالیا             | رقابت‌های دوره‌ای | · هلند               | · برزیل               | رقابت‌های دوره‌ای | · ایالات متحده آمریکا | ۱۲ |
| ۱۹۹۹ جزئیات | ژاپن       | · روسیه               | رقابت‌های دوره‌ای | · کوبا               | · ایتالیا             | رقابت‌های دوره‌ای | · ایالات متحده آمریکا | ۱۲ |
| ۲۰۰۳ جزئیات | ژاپن       | · برزیل               | رقابت‌های دوره‌ای | · ایتالیا            | · صربستان و مونته‌نگرو | رقابت‌های دوره‌ای | · ایالات متحده آمریکا | ۱۲ |
| ۲۰۰۷ جزئیات | ژاپن       | · برزیل               | رقابت‌های دوره‌ای | · روسیه              | · بلغارستان           | رقابت‌های دوره‌ای | · ایالات متحده آمریکا | ۱۲ |
| ۲۰۱۱ جزئیات | ژاپن       | · روسیه               | رقابت‌های دوره‌ای | · لهستان             | · برزیل               | رقابت‌های دوره‌ای | · ایتالیا             | ۱۲ |
| ۲۰۱۵ جزئیات | ژاپن       | · ایالات متحده آمریکا | رقابت‌های دوره‌ای | · ایتالیا            | · لهستان              | رقابت‌های دوره‌ای | · روسیه               | ۱۲ |
| ۲۰۱۹ جزئیات | ژاپن       | · برزیل               | رقابت‌های دوره‌ای | · لهستان             | · ایالات متحده آمریکا | رقابت‌های دوره‌ای | · ژاپن                | ۱۲ |

## جدول مدال‌ها
| رتبه            | کشور                | طلا | نقره | برنز | مجموع |
| --------------- | ------------------- | --- | ---- | ---- | ----- |
| ۱               | اتحاد جماهیر شوروی  | ۴   | ۱    | ۲    | ۷     |
| ۲               | برزیل               | ۳   | ۰    | ۳    | ۶     |
| ۳               | روسیه               | ۲   | ۱    | ۰    | ۳     |
| ۴               | ایالات متحده آمریکا | ۲   | ۰    | ۲    | ۴     |
| ۵               | ایتالیا             | ۱   | ۳    | ۱    | ۵     |
| ۵               | کوبا                | ۱   | ۳    | ۱    | ۵     |
| ۷               | آلمان شرقی          | ۱   | ۰    | ۰    | ۱     |
| ۸               | لهستان              | ۰   | ۳    | ۱    | ۴     |
| ۹               | ژاپن                | ۰   | ۲    | ۰    | ۲     |
| ۱۰              | هلند                | ۰   | ۱    | ۰    | ۱     |
| ۱۱              | چکسلواکی            | ۰   | ۰    | ۲    | ۲     |
| ۱۲              | بلغارستان           | ۰   | ۰    | ۱    | ۱     |
| ۱۲              | صربستان و مونته‌نگرو | ۰   | ۰    | ۱    | ۱     |
| مجموع (۱۳ کشور) | مجموع (۱۳ کشور)     | ۱۴  | ۱۴   | ۱۴   | ۴۲    |

## باارزش‌ترین بازیکن‌ها
- ۱۹۹۵ –  آندره‌آ جیانی (ITA)
- ۱۹۹۹ –  رومان یاکوولیف (RUS)
- ۲۰۰۳ –  تاکاهیرو یاماموتو (JPN)
- ۲۰۰۷ –  جیبا (BRA)
- ۲۰۱۱ –  ماکسیم میخائیلوف (RUS)
- ۲۰۱۵ –  مت اندرسون (USA)
- ۲۰۱۹ –  آلن سوزا (BRA)